# Model konsensualny
Model konsensualny – jeden z dwóch rodzajów modeli demokracji (podział według kryterium instytucjonalnego). Charakteryzuje się następującymi cechami:
- wielopartyjność
- stworzenie najszerszej koalicji, aby osłabić opozycję
- ordynacja proporcjonalna
- wielowymiarowość rywalizacji międzypartyjnej (programy partyjne różnią się od siebie znacznie)
- równoprawna pozycja izb parlamentu
- sztywność reguł w oparciu o które funkcjonuje system polityczny

Model taki występuje w społeczeństwach zróżnicowanych wewnętrznie, m.in. w Szwajcarii.